# Теора
Теора (итал. Teora) — коммуна в Италии, располагается в регионе Кампания, в провинции Авеллино.
Население составляет 1571 человек, плотность населения составляет 68 чел./км². Занимает площадь 23 км². Почтовый индекс — 83056. Телефонный код — 0827.
Покровителем населённого пункта считается святитель Николай, Мирликийский Чудотворец. Праздник ежегодно празднуется 6 декабря.